# 염화 베릴륨
염화 베릴륨(Beryllium chloride)은 BeCl2의 화학식을 가지는 무기 화합물로, 염소와 베릴륨이 결합한 물질이다. 상온에서 무색의 흡습성 고체로 극성 용매에 잘 용해된다. 베릴륨의 원자 반지름과 전하량의 비율이 알루미늄의 그것과 비슷하므로 염화 알루미늄(AlCl3)과도 성질이 비슷하다.

## 구조
고체 상태의 염화 베릴륨은 1차원의 중합체로 존재한다. 이를 가열하여 기체로 만들면 선형의 단위체나 두 개의 염소 원자로 연결된 이합체로 분해된다. 이합체일 때 베릴륨의 배위수는 3이다. 다른 2가 금속 양이온의 할로젠화물과는 달리 VSEPR 이론에 따라 선형의 구조를 가진다.

## 제법 및 반응
염화 베릴륨은 베릴륨을 염소 분자와 고온에서 직접 반응시키거나 순수한 베릴륨 금속이나 산화 베릴륨, 수산화 베릴륨을 염산과 반응시켜 얻는다. 염소의 존재 하에 산화 베릴륨을 탄소와 반응시켜 얻기도 한다.
염화 베릴륨은 건조한 공기에서는 안정하지만 흡습성이 크고, 물에 용해될 때 열이 발생하면서 4수화물(BeCl2·4H2O)이 생성된다. 루이스 산이며, 프리델-크래프츠 반응과 같은 일부 유기 화학 반응에서는 촉매로 작용한다. 에터와 같이 산소를 포함하는 용매에 잘 용해된다. 순수한 베릴륨을 생산할 때 염화 베릴륨을 염화 나트륨과 함께 용융시켜 전기분해하여 얻는다.
Be + Cl2 → BeCl2

## 같이 보기
- 플루오린화 베릴륨
- 베릴륨
- 염화 알루미늄